# BBC Radio 3
BBC Radio 3は英国放送協会のラジオ放送である。

## 概要
主にクラシック番組を放送している。
また、かつて放送していたネットワーク3の流れを汲んで、芸術番組や教育番組も放送されている。
聴取者数は1,775,000人である。